# Kopervik
Kopervik is een plaats in de Noorse gemeente Karmøy, provincie Rogaland. Kopervik telt 6.592 inwoners (2007) en heeft een oppervlakte van 4,52 km².